# Паралихтиевые
Паралихтиевые, или ложнопалтусовые (лат. Paralichthyidae) — семейство донных лучепёрых рыб из отряда камбалообразных (Pleuronectiformes). Представители семейства лежат на морском дне на правой стороной тела. Оба глаза всегда находятся на левой стороне головы, в то время как у представителей семейства камбаловые обычно (но не всегда) глаза на правой стороне головы.
Они встречаются в умеренных и тропических водах Атлантического, Индийского и Тихого океанов.
Некоторые виды являются важной коммерческой и спортивной рыбой, особенно Paralichthys californicus и Citharichthys sordidus.

## Классификация
В семействе 14 родов и 111 видов:
- Ancylopsetta — Анцилопсетты
- Cephalopsetta
- Citharichthys — Цитарихты
- Cyclopsetta — Циклопсетты
- Etropus — Этропы
- Gastropsetta
- Hippoglossina — Гипоглоссины, или левоглазые камбалы
- Paralichthys — Паралихты
- Pseudorhombus — Псевдоромбы
- Syacium — Сиации, или камбалы-сиации
- Tarphops — Тарфопсы
- Tephrinectes — Тефринекты
- Thysanopsetta
- Xystreurys — Веерохвосты